# Flexiseps melanurus
Flexiseps melanurus — вид сцинкоподібних ящірок родини сцинкових (Scincidae). Ендемік Мадагаскару.

## Поширення і екологія
Flexiseps melanurus мешкають на півночі і північному сході острова Мадагаскар. Вони живуть у вологих тропічних лісах.